# لوئیس البرتو راموس
لوئیس البرتو راموس (انگلیسی: Luis Alberto Ramos؛ زادهٔ ۲ اکتبر ۱۹۵۳) بازیکن فوتبال اهل آرژانتین است.
از باشگاه‌هایی که در آن بازی کرده‌است می‌توان به باشگاه فوتبال کولو-کولو و باشگاه فوتبال اونیورسیداد شیلی اشاره کرد.